# Richwood (Wisconsin)
Richwood – miasto w Stanach Zjednoczonych, w stanie Wisconsin, w hrabstwie Richland.